# Piran
Piran (IPA: [piˈraːn], olaszul: Pirano IPA: [piˈraːno]) kikötőváros és Piran község székhelye Szlovéniában, az Adrián, Kopertől 10 km-re nyugatra.
A közigazgatás kétnyelvű (szlovén és olasz).

## A község települései
A község települései (zárójelben az olasz nevük): Dragonja (Dragogna), Lucija (Lucia), Nova vas (Villanova), Padna (Padena), Parecag (Parezzago), Piran (Pirano), Portorož (Portorose), Seča (Sezza), Sečovlje (Sicciole), Strunjan (Strugnano) és Sveti Peter (San Pietro dell'Amata).

## Fekvése
Az Adriai-tenger Trieszti-öble partján, az Isztriai-félsziget északnyugati részén található.

## Története

Piran a középkorban, a még meglévő belső kikötővel

Az első lakói a területeknek - akár csak az Isztriai-félszigetnek - az illír törzsek voltak, akik földműveléssel, vadászattal, halászattal foglalkoztak. Az itt élő kalózok az Észak-Adrián folyó római kereskedelmet támadták. Kr. e. 178 és 177-ben a Római Birodalom része lett, ezt követően jöttek létre az első villa rusticák, az az római villák. Az 5. századtól az avarok és a szláv népek betörésével a lakosság visszahúzódott a védhető szigetekre és félszigetekre. Ezzel kezdődött a városok kialakulása. A 7. században a Bizánci Birodalom, majd 788-ban a Frank Birodalom része lett és szlávok telepedtek le a térségben. 952-ben Piran része lett a Német-római Birodalomnak. A településről származó legkorábbi feljegyzést egy ismeretlen ravennai pap tette a 7. századi világtérképen. Az ábrázoláson is szereplő település neve valószínűleg görög „pürranosz” szóból származik, ami azt jelenti, „piros”, mert a vöröses kövek gyakoriak a város  környéken.

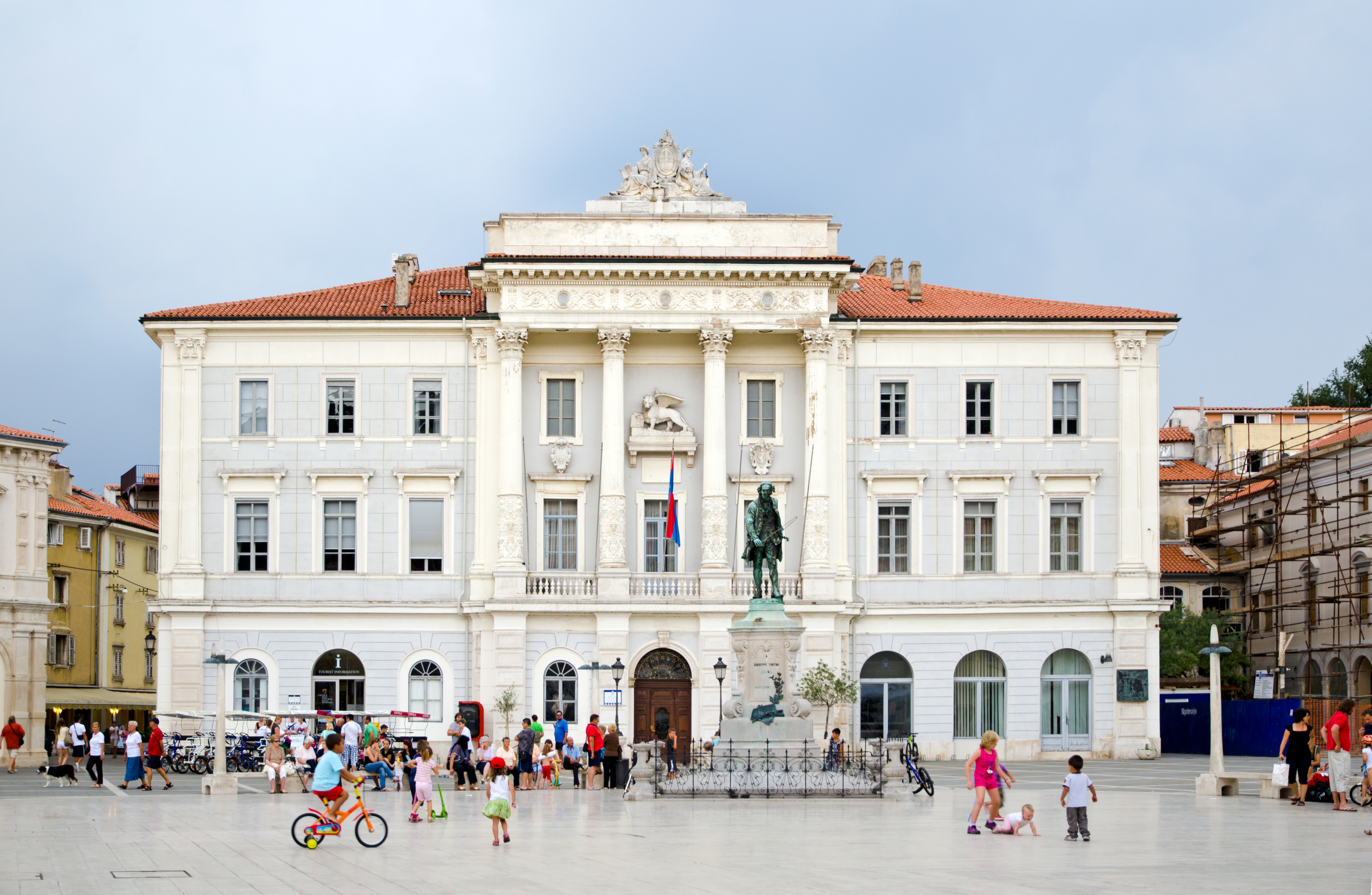
A városháza és a Tartini-szobor a Tartini téren

1812. február 12-én zajlott le a Piranói csata. Ez volt a szlovén tengerpart ma napig egyetlen tengeri csatája,  amikor is egy brit és egy francia sorhajó Piran mellett összecsapott. A tengeri csata az 1807-1814 között az Adrián zajlott napóleoni háborúk része volt. A francia Rivoli nevű hajót 1810-ben Velencében építették azzal a céllal, hogy támogassa Napóleont az Adrián ért sorozatos vereségeket követően.  John Talbot angol tiszt által vezetett hajóhad 1812. február közepén érkezett meg Velencébe, hogy blokád alá vegye a kikötőt. A Rivoli a köd leple alatt próbált menekülni, de Talbot üldözőbe vette és 5 órás összecsapásban megadásra kényszerítette. A Rivoli legénységének fele vagy megsérült, vagy meghalt.
A 19. század végén, 20. század elején Piran volt a legvirágzóbb osztrák-magyar város több mint 12 000 lakossal, nagyobb volt, mint a közeli Koper. Ebben az időben töltötték fel a belső kikötőt, ma itt van a Tartini tér (Tartinijev trg).
A várost 1902. április 1-jén érte el a 760 mm-es keskeny nyomtávolságú Trieszt-Piran-Poreč helyi érdekű vasútvonal.
A gazdagságát mutatja, hogy itt adták át Ausztria első trolibusz vonalát 1909-ben, amely Piran-Portorož között közlekedett egészen 1912-ig. Helyét ekkor az 5447 m hosszú, 5 kitérővel rendelkező keskeny nyomtávolságú villamos vette át. A villamos létesítéséről még 1911. szeptember 11-én döntöttek Bécsben és építése 150 000 koronába került. A villamos útvonala mai Tartini térről indult Portorožba. A legnépszerűbb szakasza a Tartini tértől a Trieszt-Poreč vasútvonal állomásáig tartott. A vasutat 1935. augusztus 31-én bezárták, ennek következtében a forgalom visszaesett. A villamosok 30 percenként közlekedtek és legnagyobb sebességük 26 km/h volt. Üzemszünet csak a második világháború alatt volt, amikor a Trieszt Szabad Terület hatósága a buszforgalom mellett döntött. Bezárására és az utolsó villamos közlekedésére 1953. augusztus 31-én került sor.

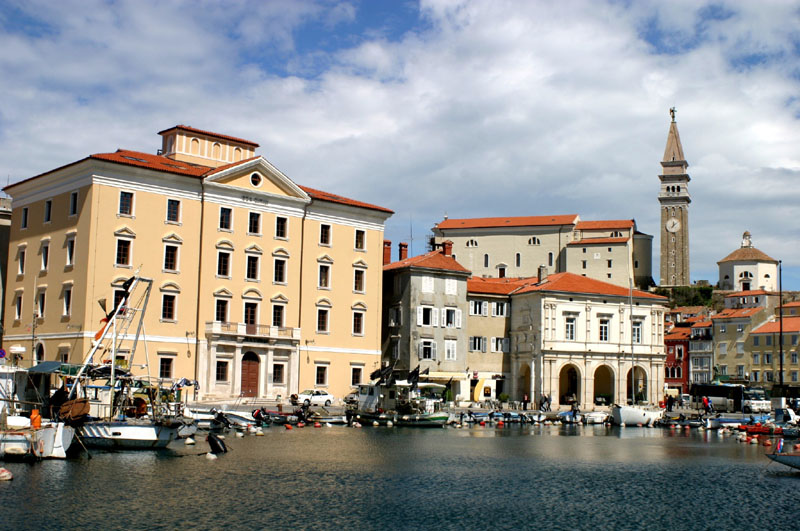
Piran a kikötő felől

A második világháborút követően a Szabad Terület Trieszt B zónájának része lett 1947-től 1954-ig, majd Jugoszlávia kapta meg. A város déli határán lévő Dragonja folyónál meghúzott új belső tagállam határok alapján Jugoszlávián belül Szlovéniához került, majd ez lett az 1991-től a független Szlovénia határa is.
Az 1900-ban végzett népszámlálás szerint Pirannak 6791 olasz, 9 szlovén és egy horvát lakosa volt. Ma lakosainak száma Sečovlje és Portorož (olaszul Portorose) helységekkel együtt 16 758 (2002).

## Gazdaság

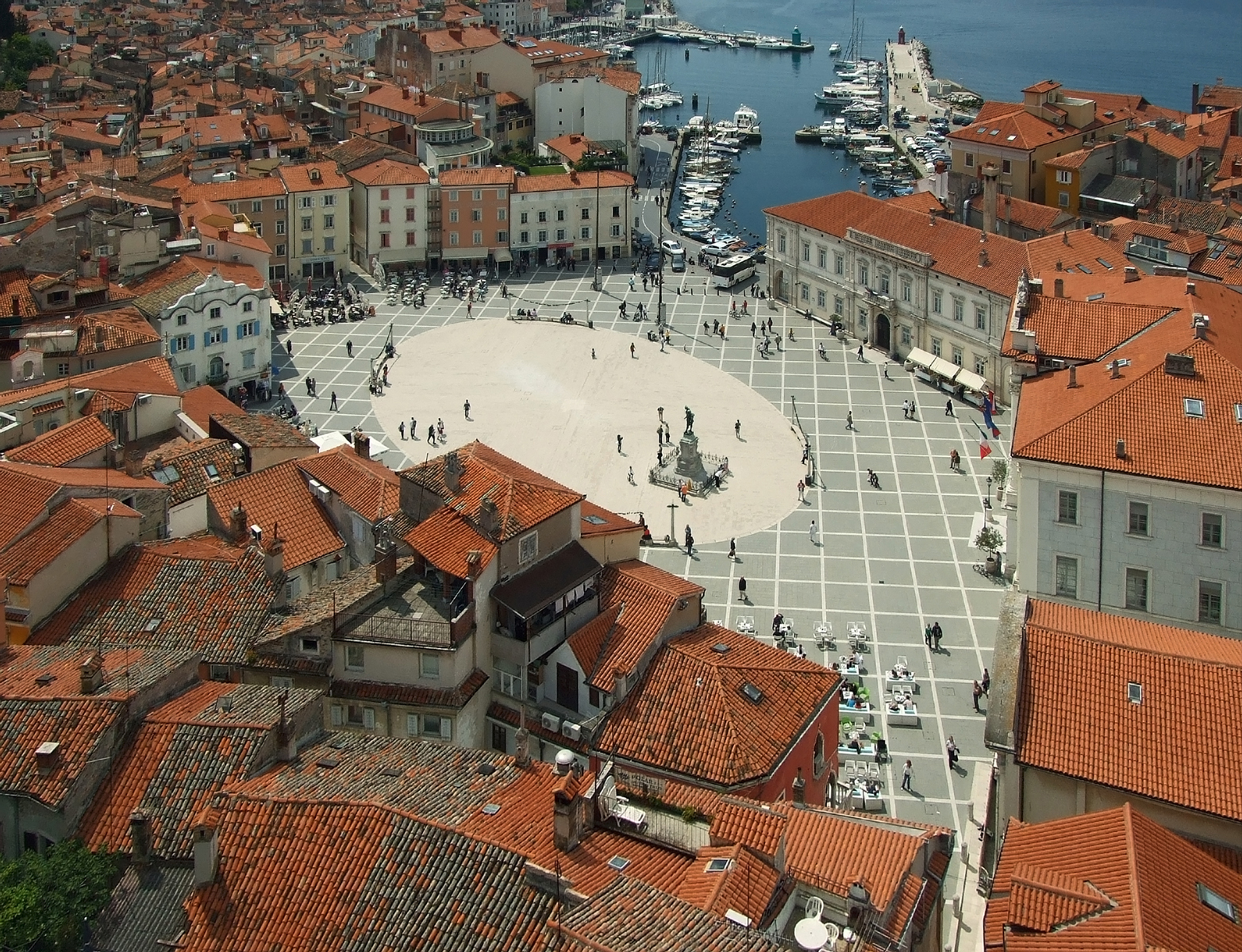
Tartini tér

A város fő bevételi forrása a turizmus és a halászat.
Repülőtérrel és jachtkikötővel (Marina) rendelkezik.

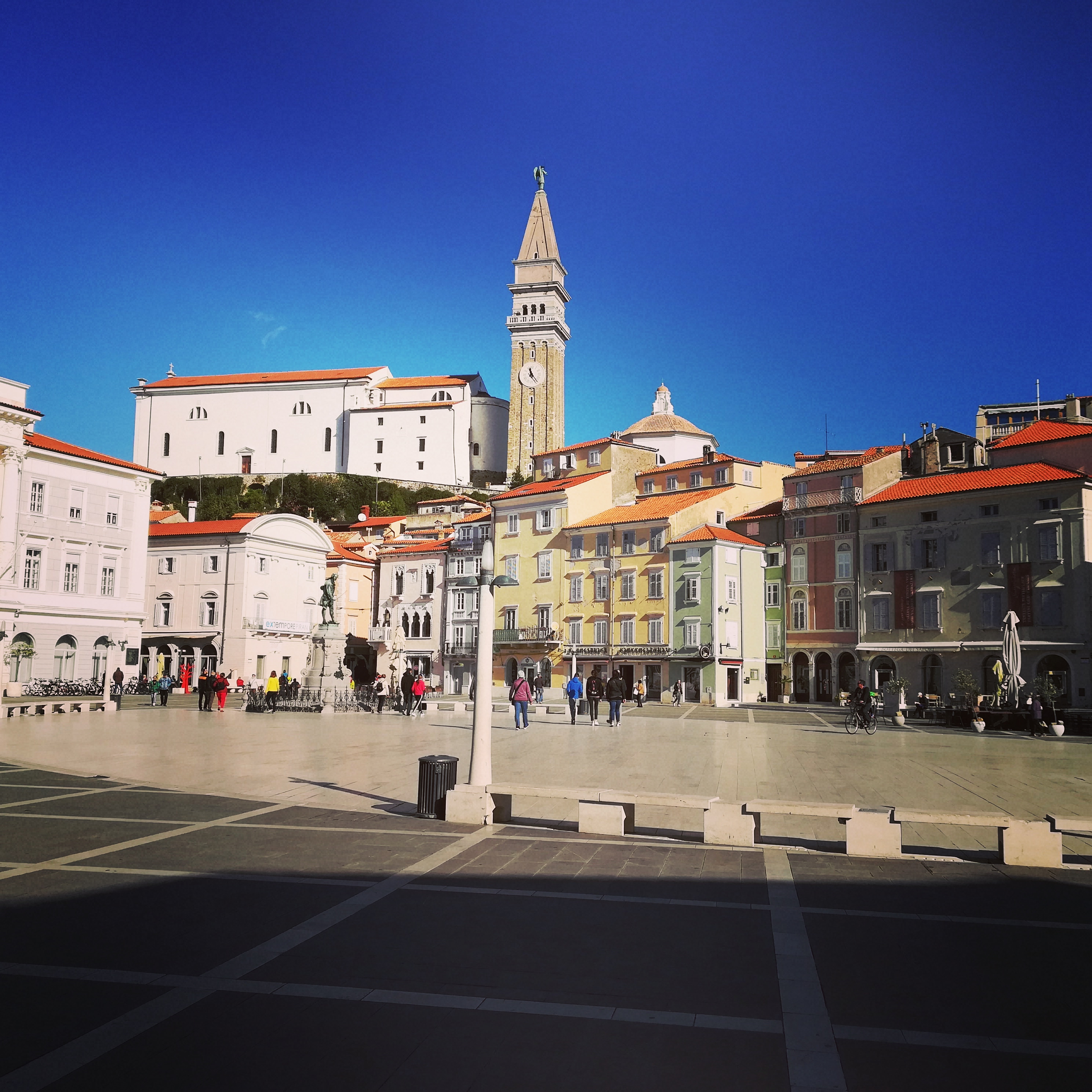
Tartini tér

## Látnivalók

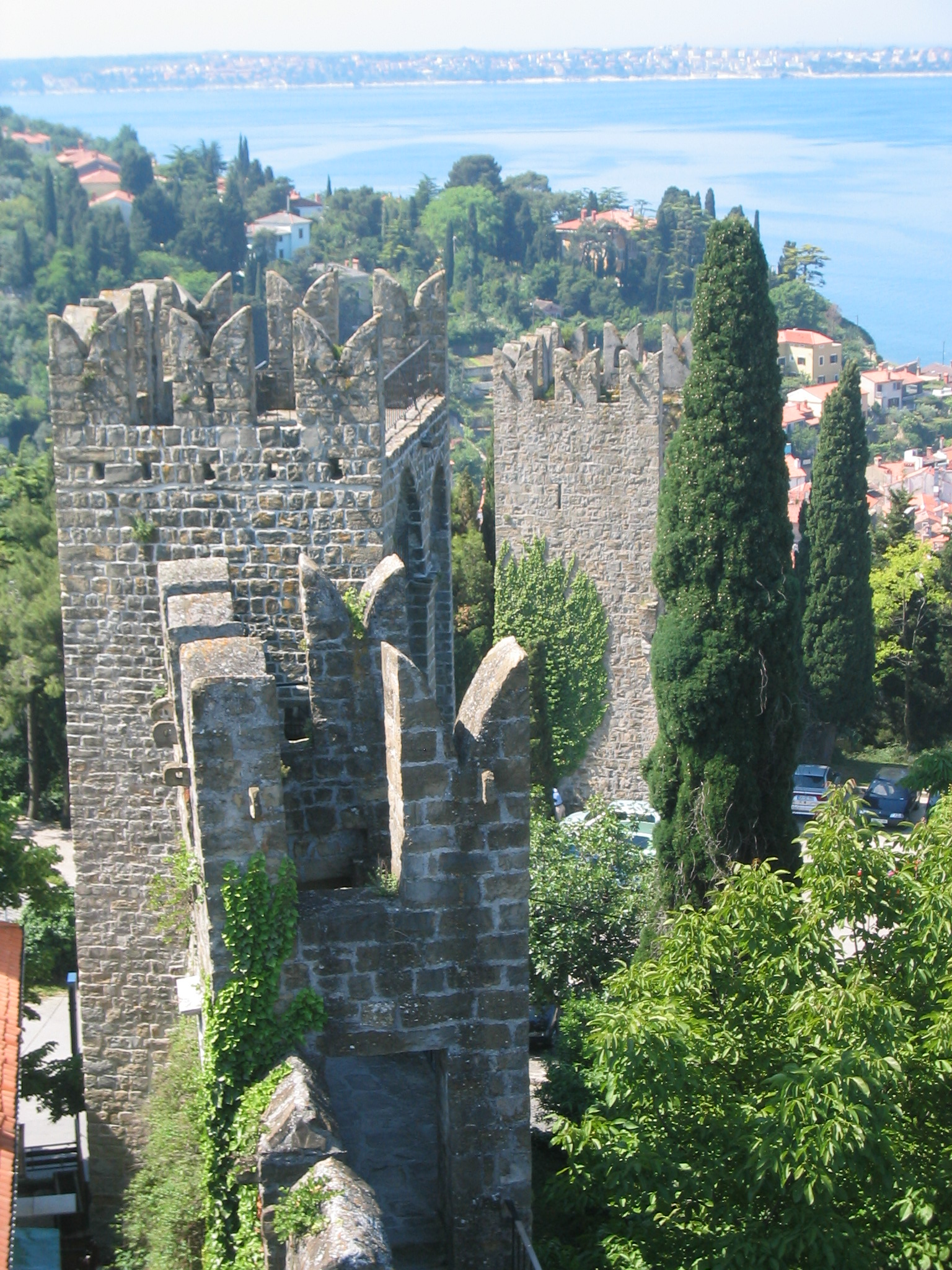
A pirani várfal

Piran télen, nyáron közkedvelt üdülőhely. Az olaszos hangulatú mediterrán városka Tengerészeti Múzeuma bepillantást enged a város múltjába. Ellátogathatunk a város védőszentjéről elnevezett Szent György templomba és a domb tetején található várba, melyet a szűk, romantikus utcácskákon keresztül érhetünk el. Innen csodálatos kilátás nyílik a városra és a tengerre, és a hely egyetlen sík területét is itt találjuk, melyet a helyiek ki is használtak, így jelenleg a vár mögött egy focipálya áll.
Az óváros csak gyalogosan közelíthető meg, ezért attól délre a tengerparton hosszan elnyúlva épültek külső parkolók, ahonnan gyalog vagy helyi tömegközlekedéssel lehet eljutni a belvárosig.
A Trieszt-Piran-Poreč egykori vasútvonal helyén rendezik meg 1996. óta évente a Parenzana Marathon néven ismert mountain bike versenyt. Az útvonalon lévő viaduktok, alagutak versenyen kívül is kedvelt kerékpáros célpontok.
A tengerpart és város felé magasodik a Szent György templom, ahonnan szép kilátás nyílik a környékre. A Szent György templom mögött, keleti irányban a városfalon átlépve több, mint 1 km-es gyalogút vezet a tengerparton Portorož Fiesa településrészére. A panorámás tengerparti sétány a tengeri üledékből képződött sziklás magaspart mellett ereszkedik le, végén egy stranddal és természetvédelmi területtel zárul.

## Híres személyek
- Piranban született 1692-ben Giuseppe Tartini, olasz zeneszerző és hegedűművész. 1892-ben születésének kétszázadik évfordulójára teret neveztek el róla és szobrot is kapott tisztelőitől.
- Piran 2010. október 10-én megválasztott polgármestere nemcsak az első szlovén, de az első kelet-európai fekete városvezető. A ghánai Peter Bossman orvostanhallgatóként érkezett Jugoszláviába, ahol horvát évfolyamtársával házasodott össze. A kormányzó Szociáldemokrata Párt színeiben politizáló Bossman a szavazatok 51,39%-át szerezte meg a választás második fordulójában.[5]

## Testvérvárosai
- Acqualagna, Olaszország (2003)
- Aquileia, Olaszország (1977)
- Bjugn, Norvégia (1985)
- Castel Goffredo, Olaszország (1993)
- Indianapolis, Egyesült Államok (2001)
- Keszthely, Magyarország (1998)
- Łańcut, Lengyelország
- Ohrid, Macedónia (1981)
- Valletta, Málta (2002)
- Velence, Olaszország (2001)
- Vis, Horvátország (1973)

## Fordítás
- Ez a szócikk részben vagy egészben  a   Piran című angol Wikipédia-szócikk fordításán alapul.  Az eredeti cikk szerkesztőit annak laptörténete sorolja fel. Ez a jelzés csupán a megfogalmazás eredetét és a szerzői jogokat jelzi, nem szolgál a cikkben szereplő információk forrásmegjelöléseként.